# The Inferior Sex
The Inferior Sex er en amerikansk stumfilm fra 1920 af Joseph Henabery.

## Medvirkende
- Mildred Harris som Allisa Randall
- Milton Sills som Knox Randall
- Mary Alden som Clarissa Mott-Smith
- John Steppling som George Mott / Smith
- Bertram Grassby som Porter Maddox
- James O. Barrows som Andy Drake